# USS Watseka (YT-387)
USS Watseka (YT-387) – średni holownik portowy typu YTM-192 będący w służbie United States Navy w czasie II wojny światowej. Był jedną z niewielu jednostek Marynarki nazwaną od kobiety. Watseka była kobietą z plemiona Potawatomi.
Holownik został zakupiony w 1943 od firmy Ira S. Bushey and Sons z Brooklynu. Został przydzielony do 8 Dystryktu Morskiego (ang. 8th Naval District) w Nowym Orleanie. 15 maja 1944 jego numer klasyfikacyjny został zmieniony na YTB-387.
„Watseka” został w marcu 1946 umieszczony w rezerwie poza służbą i zakotwiczony na rzece Columbia w stanie Oregon, w ramach jednej z grup Pacyficznej Floty Rezerwowej (ang. Pacific Reserve Fleet). Sprzedany 1 lipca 1972. Jako cywilny holownik służył pod nazwą „Seahorse”.